# Basappa Danappa Jatti
Basappa Danappa Jatti (10 settembre 1913 – 7 maggio 2002) è stato un politico indiano.

## Biografia
Fu facente funzione di presidente dell'India nel 1977, dopo la morte di Fakhruddin Ali Ahmed.